# 馬利尼夫卡 (盧茨克區)
51°1′18″N 25°4′58″E / 51.02167°N 25.08278°E
马利尼夫卡（烏克蘭語：Малинівка），是烏克蘭西部沃倫州盧茨克區的村落。始建於1964年，面積0.67平方公里，海拔高度178米，2001年人口220，人口密度每平方公里326.41人。